# Daptonema paraelaboratum
Daptonema paraelaboratum is een rondwormensoort uit de familie van de Xyalidae.